# Placostylus cuniculinsulae
Placostylus cuniculinsulae е изчезнал вид сухоземно коремоного от семейство Bothriembryontidae.

## Разпространение
Видът е бил ендемичен за остров Лорд Хау, Австралия.